# دکتر وکیل
دکتر وکیل (کره‌ای: 닥터 로이어; لاتین‌نویسی اصلاح‌شده: Dakteo Roieo) یک مجموعهٔ تلویزیونی کره جنوبی با بازی سو جی سوب، شین سونگ-روک و ایم سو-هیانگ است. این مجموعه از ۳ ژوئن ۲۰۲۲، روزهای جمعه و شنبه ساعت ۲۱:۵۰ (کی‌اس‌تی) از ام‌بی‌سی روی آنتن رفت.

## بازیگران

### اصلی
- سو جی سوب در نقش هان یی-هان[۳]
- ایم سو-هیانگ در نقش گوم سوک-یونگ[۴]
- شین سونگ-روک در نقش لی جیدن[۵]

### مکمل

#### بنیاد و بیمارستان بانسوک
- لی گیونگ-یونگ در نقش گو جین-گی[۶]
- لی جو-بین در نقش لیم یو-نا[۷]
- لی دونگ-ها در نقش گو هیون-سونگ[۸]
- وو هیون-جو در نقش پیو اون-شیل[۹]
- چوی دوک-مون در نقش لی دو-هیونگ[۱۰]
- کیم هیونگ-موک در نقش پارک کی-ته[۱۱]
- لی سونگ-وو در نقش چوی یو-سوپ
- لی گیو-بوک در نقش مدیر چون
- شین یو-جونگ در نقش یو گا-یون
- کیم هو-جونگ در نقش جو جونگ-هیون[۱۱]

#### دفتر وکالت امید نو
- جونگ مین-آه در نقش جو دا-روم[۱۲]
- سو یون-آه در نقش بان سو-هی

#### بخش جرایم پزشکی
- چوی جه-وونگ در نقش بک کانگ-هو[۶]
- نو یونگ-هاک در نقش جونگ هی-کیونگ
- لی جانگ-هون در نقش پارک گه-جانگ

#### سایر بازیگران
- نام میونگ-ریول در نقش ایم ته-مون
- کانگ کیونگ-هون در نقش یون می-سون[۱۳]
- کیم ته-گیوم در نقش میکائیل یونگ
- پارک جون-هیوک در نقش کوان یون-سوک
- هان سونگ-بین در نقش گوم سوک-جو[۱۴]
- جو هیون-شیک در نقش کانگ ده-وونگ

## تولید
در ۲۷ آوریل ۲۰۲۲، تصاویری از محل فیلم‌نامه خوانی منتشر شد.